# Алекперзаде, Севда Чингиз кызы
Севда Чингиз гызы Алекперзаде (азерб. Sevda Çingiz qızı Ələkbərzadə; 4 июля 1977 года, Баку) — азербайджанская эстрадная и джазовая певица, заслуженная артистка Азербайджана (2007).

## Биография
Севда Алекперзаде родилась и выросла в Баку. Её дед — Абульгасан Алекперзаде, народный писатель Азербайджана, является автором первого азербайджанского романа, написанного в советский период. Отец Чингиз Алекперзаде был известным журналистом и писателем. Старшая сестра Эльмира Алекперзаде, певица.
21 мая 2014 года Севда Алекперзаде и её возлюбленный Камийар официально оформили брак в Баку, а 24 мая 2014 года пара сыграла свадьбу. В 2016 году Севда и Камийар развелись.

## Творчество

### Группа Раст
В 1998 году Алекперзаде окончила Университет искусств имени А. Гусейнзаде по специальности «актриса музыкальной комедии».
Петь начала с 14 лет. Ещё будучи школьницей, она прошла прослушивание у композитора Вагифа Герайзаде, который руководил популярной в то время группой «Айпара». И тогда же Севда Алекперзаде была зачислена во второй состав группы.
Через год творческие разногласия приводят к тому, что Севда уходит из группы и начинает сольную карьеру. Она участвует в детских музыкальных конкурсах эстрадной песни. Проявляет склонность к джазу, но параллельно берет уроки азербайджанской национальной музыки — мугама — у одного из самых популярных исполнителей в этом жанре Алима Гасымова. Почти одновременно с С. Алекперзаде группу «Айпара» покидают несколько музыкантов, в том числе Рашад Гашимов и Ильгар Кулиев, которые через некоторое время объединяются в группу «Раст». Летом 1993 года Рашад Гашимов пригласил Севду в свою группу.
В первоначальный состав группы входили: Рашад Гашимов (художественный руководитель, клавишные), Асиф Керимов (каманча, скрипка), Вилаят Гахраманзаде (ритм-гитара), Ильхам Алескеров (соло-гитара), Руслан Гусейнов (бас-гитара), Искендер Алескеров (ударные инструменты), Рустам Рзаев (клавишные) и два вокалиста — Севда Алекперзаде и Ильгар Гулиев. Первый альбом группы «Раст» вышел в ноябре 1996 года под таким же названием — «Раст». В том же году они также приняли участие в Международном конкурсе «Радио Франс Интернешнл» и стали его финалистами (из 365 групп-конкурсантов вошли в число 11 финалистов). В 1997 году «Раст» получили премию «Хумай». Неоднократно, в 1998, 1999 и 2000 годах, «Раст» награждался премией «Гранд», как лучшая группа года. В 1998 и 2000 годах состоялись 2 соло концерта группы «Раст» во Дворце им. Г.Алиева. В 2000 году «Раст» выступил с соло концертом в Турции, Германии, Австрии, Англии и в США. В 1999 году из состава группы вышел вокалист Ильгар Гулиев, а в конце 2001 года группу покинула и Севда Алекперзаде.

### Сольная карьера
Сольная карьера Севды началась с совместной работы с композитором Джамилем Амировым на песню «Демя ки севирям» в 2002 году. Затем вышло ещё несколько песен, в числе которых песня «Прощай» (Əlvida) известного азербайджанского музыканта Рафика Бабаева.
1 июня, 2004 года на сцене Азербайджанской Государственной Филармонии имени Муслима Магомаева прошёл первый сольный концерт певицы. Певица тогда исполнила как авторские песни из своего репертуара, так и народные и ретро песни.
В 2006 году вышел альбом Севды Алекперзаде «Şəbi Hicran», состоящий из известных авторских произведений Азербайджана, а также из народных песен. В том же году открылся официальный сайт певицы — www.sevda.info (ныне не работает). В 2007 году певица заключила контракт с немецкой компанией Network Medien, в сотрудничестве с которой вышел сольный диск под названием «Gül Açdı — A flower in Bloom». Этот альбом был записан для европейской публики и вышел 1 октября 2007 года в Австрии, Германии, Франции, Бельгии, Швейцарии, Великобритании и в Италии. В 2008 году у Севды Алекперзаде состоялись сольные концерты с программой «A flower in Bloom» в Европе и Турции. Певица также успешно представила Азербайджан во время рекламной кампании азербайджанских спортсменов на Олимпиаде в Пекине. В 2007 году Алекперзаде также получила звание заслуженной артистки Азербайджана.
В мае 2009 года в странах ЕС поступил в продажу новый международный альбом Севды Алекперзаде «Sevdalı Dünyam» (World of love). Презентация альбома прошла в городе Франкфурт, с участием местных СМИ. Затем С. Алекперзаде выступила с 2-х часовой сольной программой. 9 июня 2009 года состоялась презентация альбома «Sevdalı Dünyam» и в Баку, с участием местных СМИ. В Европе альбом разошёлся тиражом в 100.000 копий, ещё около 50.000 копий было продано в Турции.
22 и 23 января 2010 года, в Бакинском Джазовом центре прошли сольные концерты Севды Алекперзаде. 23 июня 2012 года Алекперзаде с большим успехом выступила на летней площадке Бакинского джаз-центра, представит зрителям программу под названием MIX-MUSIC.
14 июля 2013 года представила Азербайджан на всемирно известном джаз — фестивале в Монтрё (Швейцария).
3 июля 2014 года на сцене АзГосФилармонии Севда Алекперзаде представила гостям вечера свой новый музыкальный альбом «Intro», который был презентован в формате live концерта. Выступление певицы прошло в рамках презентации летнего выпуска журнала «Azərbaycan qadını». К выходу нового альбома, Севда Алекперзаде сняла клип на известную композицию «Arazbarı» (музыка Узеира Гаджибейли).
В ноябре 2014 года, Алекперзаде после долгого перерыва выпустила клип и песню на эстрадную композицию «Sev məni» (Люби меня). Ещё одной песней певицы в поп-стиле стала композиция «Sevir ürək» («Сердце любит»), представленная слушателям в мае 2015 года.
В июне 2015 года Севда Алекперзаде и баритон Самир Джафаров исполнили песню-гимн Первых Европейских Игр в Баку.
После годового перерыва, 13 июня 2016 года была запущена в ротацию новая песня Севды Алекперзаде «Sən və rəqs». Авторы песни — Гиви Усенашвили и Айтен Исмиханова. Через месяц, 20 июля 2016 года Алекперзаде представила ещё один успешный сингл — дуэт «Gözlərimi вağla» с М.Абсейновым.
4 марта 2017 года Заслуженная артистка Севда Алекперзаде включила в свой репертуар песню «Sən yadıma düşəndə», написанную Эльзой Ибрагимовой и являющуюся одной из самых известных композиций, созданных ею.
Ещё одной новинкой для поклонников стал выпуск клипа на песню «Şahzadə» из репертуара легендарной азербайджанской группы «Кярван». Клип был представлен Baku Music Factory 4 июня 2017 года.
В 2018 году Севда Алекперзаде выпустила два успешных сингла - "Yad Olduq" и знаменитый хит композитора Алекпера Тагиева "Qal, sənə qurban".
В 2019 году Алекперзаде обрадовала поклонников такими музыкальными работами как "Viranə" и "İstəmirəm".
Зимой 2020 году Севда Алекперзаде представила клип на лирическую песню "Demə", композитора Исмаила Асадова. Летом 2020 года еще одна песня Алекперзаде - "Ən" попала в активную ротацию на радио и телевидение, а также в интернете. 9 ноябре 2020 года Севда Алекперзаде и Фарман Акгюль представили новую версию песни "Ulu Veten", посвященной Победе Азербайджана во второй Карабахской войне
В декабре 2021 года репертуар Севды Алекперзаде пополнился композицией «Söylə yadındamı», автором музыки которой является композитор Алекпер Тагиев, а слов – Гусейн Ариф. «Söylə yadındamı» - одна из самых знаменитых песен А.Тагиева; композиция исполнялась множеством популярных азербайджанских певцов, Саунд продюсером проекта выступил Исмаил Асадов, а новую аранжировку для песни создал Самир Султанов; клип, съемки которого прошли  в Баку, снял фотограф Ягуб Аллахвердиев,
В ноябре 2022 года на всех электронных музыкальных платформах презентована новая песня Севды Алекперзаде «Bilmirem» (музыка Javid, слова Roustam) и снятый на нее клип.

## Дискография

### Студийные альбомы
1. Get — 2006[37][38]
2. Şəbi Hicran — 2006[39]
3. Gul Acdi — A Flower In Bloom — 2007[40]
4. Sevdali Dunya — Worlds of love — 2009[41]
5. İntro — 2014[42]
6. Anıl Şallıel - Excited (feat. Sevda Ələkbərzadə) - 2023[43]

### Сборники
1. Sinqllar (2001-2011) — 2011[44]
2. Sinqllar (2012-2020) — 2020[45]

### Синглы
1. Əlvida (single) — 2002[46][47]
2. Bir Sevgim Var (feat. Elşad Xose) - Single (2010)[48]
3. Gedar (feat.Tural Aliyev) (single) - 2016.[49]
4. Qal, Sənə Qurban - 2018 (single)[50]
5. Viranə - 2019 (single)[51]
6. İstəmirəm[52] - 2019 (single)
7. Demə[53] - 2020 (single)
8. Ən - 2020 (single)[54]
9. Ulu Veten - 2020 (single)
10. Hisslərim Dumanda - 2021 - EP[55]
11. Sən Yoluna - 2021 (single)[56]
12. Söylə Yadındamı - 2021 (single)[57][58]
13. Bilmirəm - 2022 (single)[59][60]
14. Nənəm Oy - 2023 (single)[61][62]
15. İt's A Man's World (feat. Azər Zadə)- 2023 (single)[63]